# Pierre-Gaëtan Leymarie
Pour les articles homonymes, voir Leymarie.
Pierre-Gaëtan Leymarie, né le 2 mai 1827 à Tulle (Corrèze), et mort le 10 avril 1901 à Paris, est un éditeur qui succède à Allan Kardec au sein du mouvement spirite français, à la fin du XIXe siècle.

## Biographie
Après une enfance en Corrèze, P. G. Leymarie s'installe très jeune à Paris, pour subvenir aux besoins de sa famille, comme ouvrier tailleur. Républicain en 1848 et proche des socialistes, il s'oppose au coup d'État du 2 décembre 1851 fomenté par Louis-Napoléon Bonaparte. Obligé de s'exiler au Brésil, il se familiarise aux idées de de Puységure et du fouriérisme qui avaient pénétrées le pays. De retour en France grâce à l’amnistie du 15 août 1859, il découvre Le livre des Esprits, aussi milite-t-il aux côtés d'Allan Kardec. Médium, il défend néanmoins ses propres idées sociales, ses convictions associatives, mutuellistes et féministes.
En 1866, il fonde aux côtés de son ami Jean Macé l'antenne parisienne de la Ligue de l'enseignement, destinée à promouvoir l'éducation populaire. Il en installera le siège à son domicile, rue Vivienne. Les spirites parisiens, à commencer par Alexandre Delanne (père de Gabriel Delanne), Camille Flammarion, Emmanuel Vauchez et A. Vautier soutiennent cette entreprise.
En 1869, il succède à Kardec et prend la tête de la Société parisienne d'études spirite et devient directeur de La Revue spirite. À partir de 1878, il fonde la Société scientifique d’études psychologiques et organise la diffusion de la doctrine spirite à travers le monde. Leymarie entreprend aussi de mettre en pratique les principes sociaux du spiritisme et soutient les actions sociales de l'industriel Jean-Baptise Godin, fabricant des appareils de chauffage du même nom. Spirite convaincu, Godin organise un familistère dans lequel les ouvriers participent à la gestion de l'entreprise et améliorent les conditions de travail. Le familistère Godin devient alors un modèle social pour le spiritisme français.
P. G. Leymarie meurt en 1901 ; sa tombe au cimetière du Père-Lachaise (division 70) est construite à partir du même bloc de granit que celui utilisé pour la sépulture d'Allan Kardec, elle porte l'inscription « Mourir c’est quitter l’ombre pour entrer dans la lumière ».

## Le procès des spirites
Une affaire judiciaire nommée « le procès des spirites » affecte P.G. Leymarie.
Elle commence en 1873, au moment où La Revue spirite publie des « photographies [spectrales] américaines » montrant des Esprits qui posent à côté des membres de leur famille. Dès la fin d'année 1873, Leymarie informe ses lecteurs qu'un médium et photographe, du nom de Buguet, est susceptible de fournir des clichés similaires à ses clients, Leymarie et des spirites lui prêtent alors 3500 francs. Assisté d'un autre médium du nom de Firman, une photo réussie peut être vendue 40 francs pièce, leur prix habituel reste de 20 francs pour la pose et un tirage en six exemplaires (format carte de visite), travaillant même par correspondance. La Revue spirite leur assure une publicité gratuite.
La presse de l'époque s'empare de cette affirmation et la présente comme une escroquerie. Le débat prend de l'ampleur et en 1875, le Ministère Public instruit un procès pour fraude et mystification à l'encontre de Leymarie, de Buguet et du photographe Firman. Le réquisitoire de l'avocat de la République met en cause les prévenus, la doctrine spirite et Amélie Boudet, veuve d'Allan Kardec, alors âgée de quatre-vingts ans. Les jurés condamnent Leymarie à un an de prison ferme et à une amende de cinq cents francs.
Cette sentence provoque un mouvement de sympathie pour les condamnés. Les soutiens arrivent du monde entier pour défendre Leymarie, présenté comme un « martyr de la troisième révélation ». Cent quarante personnes témoignent sur l'honneur avoir obtenu de Buguet la photographie authentique de membres de leur famille décédés.
Finalement, lors du procès en appel, la justice conclut à la bonne foi de Leymarie et procède à sa réhabilitation.

## Sources
- Marion Aubrée (anthropologue) et François Laplantine (anthropologue et enseignant), La Table, le Livre et les Esprits : Naissance, évolution et actualité du mouvement social spirite entre la France et le Brésil, Paris, Lattès, 1990.
- Regis Ladous (docteur ès lettres, professeur à l'Université de Lyon III), Le spiritisme, Paris, Cerf, coll. « Bref », 1989.